# Mali Gohar
Mali Gohar (perz. گهر کوچک; Gohar/Gahar Kučak) je jezero u pokrajini Luristan na zapadu Irana, oko 85 km istočno od Horamabada odnosno 25 km jugoistočno od Doruda. Smješten je na središnjem dijelu Zagrosa odnosno aluvijalnoj dolini koja se usporedno s planinskim lancem pruža u smjeru sjeverozapad-jugoistok. Dolina je omeđena Oštoran-Kuhom (3888 m) na sjeveroistoku i Kuh-e Taht-e Kalom (3107 m) na jugozapadu, a u njoj je na približno 2,5 km udaljenosti i −75 m manjoj visini smješten Veliki Gohar koji dijeli slične geomorfološke i limnološke karakteristike. Geolozi su prvotno pretpostavljali da je zapadna prirodna brana nastala klizištem zbog snažnog prapovijesnog potresa, no istraživanja iz 2012. godine dokazala su da su Veliki i Mali Gohar zapravo ledenjačkog podrijetla odnosno da je prepreka plod morena dvaju sjevernih ledenjaka.
Oblik jezera je izdužen i proteže se paralelno s okolnim planinama duljinom od 400 m, a prosječna širina mu iznosi 70 m. Površina Malog Gohara je 2,8 ha, zapremnina 56 tisuća m³, nadmorska visina 2410 m, a najveća dubina 4,0 m. Uz sjevernu obalu jezera prolazi lokalna cesta koja se na državnu cestu 62 nadovezuje kod Doruda na zapadu odnosno Aligudarza na istoku. Mali Gohar je zapadnim potokom izravno hidrološki povezan s Velikim Goharom, dok njegova voda dalje otječe Gohar-Rudom, Dezom, Karunom i Arvand-Rudom do Perzijskog zaljeva. Mali Gohar se vodom opskrbljuje prvenstveno pomoću planinskih pritoka koji nastaju proljetnim otapanjem ledenjaka, a njegovom dolinom prevladava snježno-šumska klima (Dsa) s prosječnom godišnjom količinom padalina od 700 mm. Temperature se kreću od najmanje −30°C tijekom veljače do najviše +37°C u kolovozu. Flora i fauna Malog Gohara istovjetne su Velikom Goharu. Zbog visokog stupnja bioraznolikosti jezera i okolne planine proglašeni su zaštićenim područjem.

## Poveznice
- Zemljopis Irana
- Popis iranskih jezera